# Triolein
Triolein là một triglyceride đối xứng bắt nguồn từ glycerol và ba đơn vị axit oleic chưa bão hòa. Hầu hết các chất béo trung tính là không đối xứng, được bắt nguồn từ hỗn hợp của axit béo. Triolein chiếm 4-30% trong dầu ôliu. Triolein có công thức là C57H104O6 khối lượng phân tử là 885,453 g/mol với mật độ 910 kg/m³. Nó là một trong hai thành phần của dầu của Lorenzo. Triolein là một chất béo, tham gia phản ứng thủy phân, phản ứng xà phòng hóa và phản ứng cộng hydro của chất béo lỏng. Phản ứng cộng hydro này được ứng dụng trong công nghiệp để chuyển hóa chất béo lỏng (dầu) thành mỡ rắn để thuận tiện cho việc vận chuyển hoặc thành bơ nhân tạo và đồng thời cũng là để sản xuất xà phòng.